# أندرياس ساماريس
أندرياس ساماريس (باليونانية: Ανδρέας Σάμαρης)‏ وهو لاعب كرة قدم يوناني في مركز وسط مدافع ولد في يوم 13 يونيو 1989 في مدينة باتراس في اليونان، يلعب حالياً مع نادي بنفيكا وسبق له اللعب مع نادي بانيونيوس ونادي أوليمبياكوس وباناتشايكي وباو فاردا ولعب أيضاً مع منتخب اليونان لكرة القدم في سنة 2013 وكان مع منتخب اليونان في كأس العالم لكرة القدم 2014.

## روابط خارجية
- أندرياس ساماريس على موقع الاتحاد الدولي (مؤرشف)  (الإنجليزية)
- أندرياس ساماريس على موقع الاتحاد الأوربي (الإنجليزية)
- أندرياس ساماريس على موقع إي إس بي إن إف سي (الإنجليزية)
- أندرياس ساماريس على موقع قاعدة بيانات كرة القدم.إي يو (الإنجليزية)
- أندرياس ساماريس على موقع ناشيونال فوتبول تيمز (الإنجليزية)
- أندرياس ساماريس على موقع Soccerbase.com (لاعب) (الإنجليزية)
- أندرياس ساماريس على موقع Soccerway.com (الإنجليزية)
- أندرياس ساماريس على موقع عالم كرة القدم.نت (الإنجليزية)
- أندرياس ساماريس على موقع AS.com (الإسبانية)